# Phakopsora pachyrhizi
Phakopsora pachyrhizi är en svampart som beskrevs av Syd. & P. Syd. 1914. Phakopsora pachyrhizi ingår i släktet Phakopsora och familjen Phakopsoraceae.   Inga underarter finns listade i Catalogue of Life.